# Tipulidae
Famille
Les Tipulidae sont une famille d'insectes diptères robustes au vol lent, qui ont des allures de grands moustiques aux pattes tombantes durant le vol, mais totalement inoffensifs car ne piquant pas. La plupart des espèces sont détritiphages ou se nourrissent de mycéliums de champignons, de bois mort et en décomposition ou de racines de végétaux, contribuant à la formation de l'humus.

De nombreuses espèces de tipules ont une larve dont le mode de vie est aquatique ou semi-aquatique (ainsi pour le Québec Harper et Lauzon (1985) ont estimé qu'une grande part des membres de la famille des Tipulidae (plus de 300 espèces sur environ 4 000) sont majoritairement aquatiques ou semi-aquatiques). Il y aurait près de 200 espèces de Tipules en France. Leur couleur est généralement brun-grisâtre, mais il existe quelques espèces plus colorées (ex : Ctenophora ornata). Les tipules ont de nombreux prédateurs dont les oiseaux insectivores ou omnivores, les reptiles et amphibiens et d'autres insectes (fourmis, coléoptères prédateurs...) ainsi que les araignées et des nématodes (ex : Steinernema feltiae).
Il en existerait environ 4 000 espèces dans le monde, dont près de 490 en Europe ; réparties dans 10 genres. 

Le genre Tipula (16 sous-genres) représente à lui seul 83 % des espèces européennes (406 espèces). 

Sur 150 espèces environ déjà inventoriées en France, dix sont jugées nuisibles pour les plantes cultivées (appartenant toutes aux deux genres Nephrotoma (4 espèces) et Tipula (6 espèces). 

## Dénomination
Les Tipules (du latin « tippula » « araignée d'eau ») sont souvent appelées dans le langage courant « cousins ». Le terme cousin désigne également des moustiques.

## Taxonomie
Cette famille de diptères est importante numériquement, avec plus de 2 500 espèces décrites réparties en 42 genres. La super-famille des Tipuloidea héberge plus de 17 000 espèces dans le monde.

## Morphologie

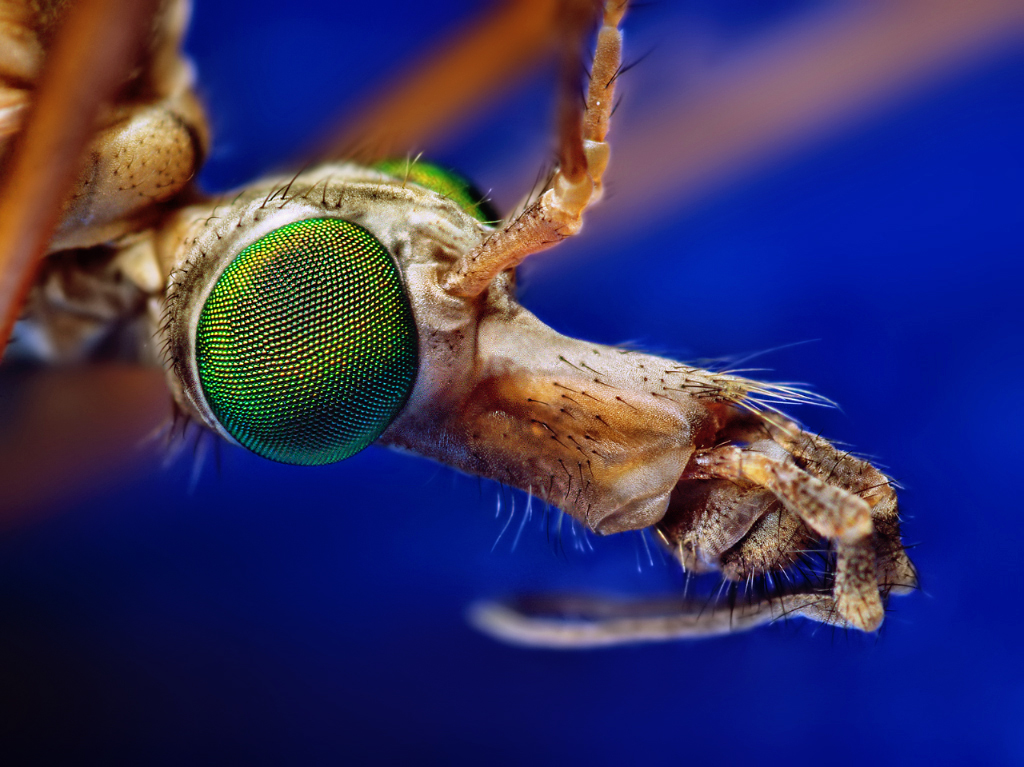
Vue d'une tête de Tipulidae (macro)

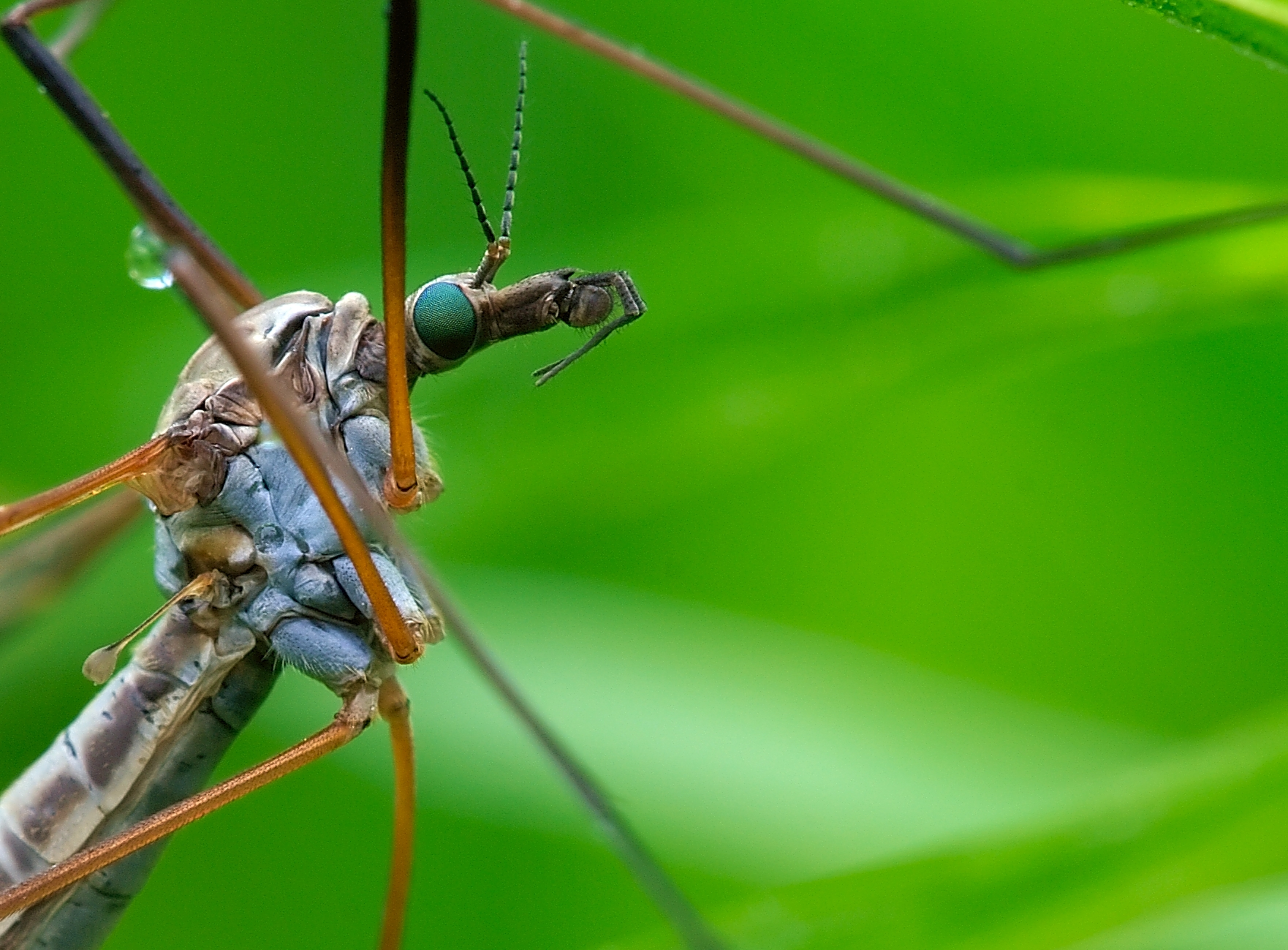
Thorax de Tipulidae

Leur taille varie de 2 à 70 mm (plus souvent entre 7 et 12 mm). 
Les adultes sont des diptères nématocères aux longues pattes grêles, aux ailes en général bien développées. Leur thorax présente un mesonotum à la suture transverse très marquée, en forme de "V", débutant de chaque côté de la base de l'aile. De plus, l'aile possède deux nervures anales distinctes, rejoignant le bord postérieur de l'aile.

Certaines espèces sont aptères.
La larve évoque un gros asticot allongé gris à brunâtre (blanchâtre à certains stades), dont la tête peut partiellement rentrer dans le corps dans le prothorax invaginé. Elles vivent dans la litière, les premiers décimètres du sol, parfois aux dépens des racines. L'arrière-train peut être confondu avec une tête (deux orifices respiratoires (stigmates) évoquant des yeux). 
Dimorphisme sexuel : 
- L'abdomen de la femelle se termine en pointe (ovipositeur)
- Les antennes du mâle sont plus développées.

Les œufs ont la forme de minuscules grains de riz noirs et allongés.

## Risques sanitaires
Contrairement aux moustiques, les tipules sont parfaitement inoffensives d'un point de vue médical.

Certaines espèces sont considérées comme indésirables pour les cultures ou potagers car leurs larves peuvent s'y nourrir du système racinaire de plantes maraîchères ou de graminées (ex : Tipula oleracea). Selon l'INRA, « ces insectes sont d'importance économique secondaire sauf dans les régions où les prairies sont abondantes et l'humidité importante ou encore dans les cultures hors-sol ».
La tipule européenne (Tipula paludosa Meigen) connue pour se nourrir de racines de plantes fourragères et ornementales a été involontairement introduite en Amérique du Nord (mentionnée pour la 1re fois en 1880 à Terre-Neuve, au Canada selon Alexander (1962) et notamment retrouvée depuis 2006 dans des golfs de l’État de New-York et plus au nord sur des terrains de golf (dont près de Québec). Une étude a montré qu'une grande diversité d'espèces de Tipuloidea est présente sur les terrains de golf (malgré la nette dominance de la tipule européenne sur 4 terrains étudiés près de Québec (où les larves semblent plus nombreuses dans les zones d'herbes longues et dans les pourtours du vert et départs des golfs) ; au printemps les larves mangent des racines mais aussi des couronnes et feuilles du gazon, dégradant l'aspect du green et du départ (Vittum et al., 1999) ; leurs tunnels déforment la surface gazonnée en perturbant le roulement des balles de golf, et des moufettes, ratons laveurs ou autres insectivores les déterrent en endommageant le terrain (Mann, 2004).

## Biologie
Les larves de Tipules sont essentiellement saprophages ou détritiphages, se développant dans la matière organique en décomposition (humus, bois humide des souches, litières). Quelques espèces sont spécialisées, se nourrissant par exemple de mousses, d'hépatiques ou de graines.

## Taxonomie

### Liste des sous-familles
Selon Catalogue of Life (13 mai 2022) :
- Ctenophorinae
- Dolichopezinae
- Tipulinae

### Liste des sous-familles et genres
Selon BioLib (13 mai 2022) :
- sous-famille Ctenophorinae

- - Ctenophora Meigen, 1803
  - Dictenidia Brullé, 1833
  - Phoroctenia Coquillet, 1910
  - Pselliophora Osten Sacken, 1887
  - Tanyptera Latreille, 1804

- sous-famille Dolichopezinae
  - Dolichopeza Curtis, 1825
- sous-famille Tipulinae

- - Acracantha Skuse, 1890
  - Angarotipula Savchenko, 1961
  - Austrotipula Alexander, 1920
  - Brachypremna Osten Sacken, 1887
  - Brithura Edwards, 1916
  - Clytocosmus Skuse, 1890
  - Elnoretta Alexander, 1929
  - Euvaldiviana Alexander, 1981
  - Goniotipula Alexander, 1921
  - Holorusia Loew, 1863
  - Hovapeza Alexander, 1951
  - Hovatipula Alexander, 1955
  - Idiotipula Alexander, 1921
  - Indotipula Edwards, 1931
  - Ischnotoma Skuse, 1890
  - Keiseromyia Alexander, 1963
  - Leptotarsus Guérin-Ménéville, 1831
  - Macgregoromyia Alexander, 1929
  - Megistocera Wiedemann, 1828
  - Nephrotoma Meigen, 1803
  - Nigrotipula Hutson & Vane-Wright, 1969
  - Ozodicera Macquart, 1834
  - Platyphasia Skuse, 1890
  - Prionocera Loew, 1844
  - Prionota van der Wulp, 1885
  - Ptilogyna Westwood, 1835
  - Scamboneura Osten Sacken, 1882
  - Sphaerionotus de Meijere, 1919
  - Tipula Linnaeus, 1758
  - Tipulodina Enderlein, 1912
  - Valdiviana Alexander, 1929
  - Zelandotipulav Alexander, 1922

### Listes des genres rencontrés en Europe
Selon Fauna Europaea (13 mai 2022) :
- Angarotipula Savchenko, 1961
- Ctenophora Meigen, 1803
- Dictenidia Brullé, 1833
- Dolichopeza Curtis, 1825
- Nephrotoma Meigen, 1803
- Nigrotipula Hudson & Vane-Wright, 1969
- Phoroctenia Coquillett, 1910
- Prionocera Loew, 1844
- Tanyptera Latreille, 1804
- Tipula Linnaeus, 1758